# Emigració

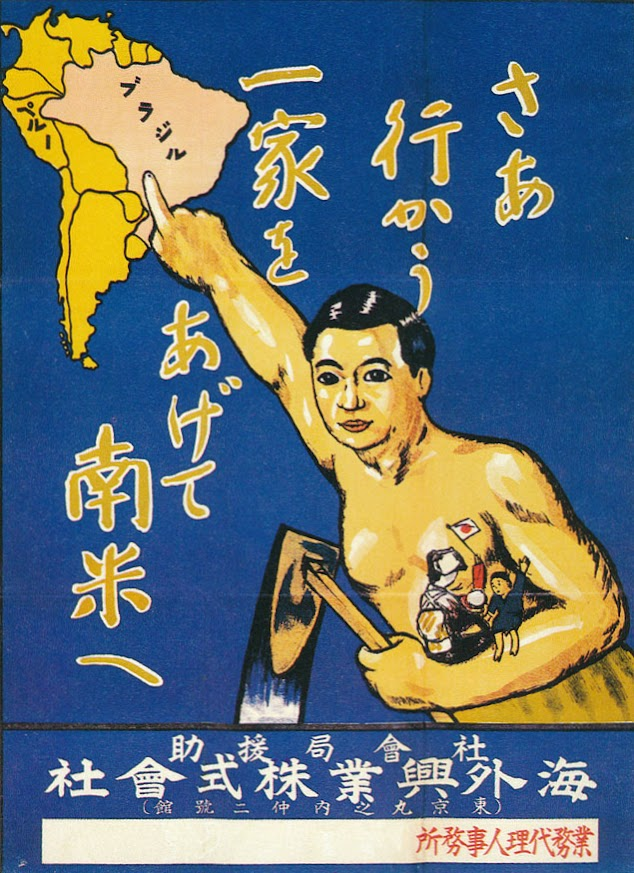
Pòster promocionant l'emigració al Brasil emès per Kaigai Kogyo Co., companyia establerta pel govern japonès per promoure l'emigració de japonesos a la dècada de 1920

L'emigració humana és marxar del lloc d'origen a un altre (pot ser a escala nacional o internacional). El dia internacional de l'emigració és el 18 de desembre. Es distingeix del turisme perquè l'emigració suposa fixar la residència en un altre indret, encara que sigui amb previsió temporal.
Les raons que empenyen a les persones a emigrar dels seus països acostumen a ser complexes i diverses i es distingeixen de les causes immediates que precipiten la decisió de deixar el país. Actualment, els països que registren més emigració acostumen a ser els pertanyents al denominat Tercer Món. Alguns d'ells reben una font d'ingressos important de les remesses que envien els emigrats als seus familiars.

## Factors que impulsen l'emigració
- Atur o feines mal pagades
- Desastres naturals
- Guerra
- Fam i pobresa
- Fonamentalisme religiós
- Desacord amb el règim dominant
- Tenir part de la família ja migrada

Influència de la migració en la població absoluta:En blau es pinten els països que reben població i en carbassa els països que en perden

- Corrupció
- Problemes familiars
- El clima